# Liteni
Liteni (tysk: Leiten) er en by i ditriktet Suceava  i Bukovina, i det nordøstlige Rumænien. Den ligger i den historiske region Vestmoldavien. Liteni er den niende største bymæssig bebyggelse i amtet med et indbyggertal på 8.878 (2021). Den blev erklæret som by i 2004 sammen med syv andre lokaliteter i Suceava-distriktet. Byen administrerer fem landsbyer, nemlig: Corni, Roșcani, Rotunda, Siliștea og Vercicani.

## Beliggenhed
Liteni ligger i Karpaternes forland i Østkarpaterne, ved Suceavas udmunding i Siret. Distriktets hovedstad Suceava ligger ca. 25 km mod nordvest.